# Sen Dog
Pour les articles homonymes, voir Dog.
Sen Dog, de son vrai nom Senen Reyes, né le 20 novembre 1965 à Pinar del Río, est un rappeur cubano-américain. Il est l'un des membres du groupe de hip-hop Cypress Hill, et du groupe de rap rock SX-10,.

## Biographie
Sen Dog est un immigré cubain qui a quitté son pays natal en 1971 avec sa famille. En 1986, il monte le groupe de rap DVX avec son frère Ulpiano Sergio Reyes alias Mellow Man Ace. Ce groupe deviendra Cypress Hill après le départ de Mellow Man Ace en 1988. En 1996, Sen Dog prend une pause de Cypress Hill pour développer un nouveau groupe appelé SX-10. SX-10 sort un album intitulé Mad Dog American. En 1996, il joue Quien Es Ese Negro (Who's This Black Dude) avec Mellow Man Ace, MC Skeey, M. Rico, et DJ Rif pour l'album Silencio=Muerte: Red Hot + Latin, produit par la Red Hot Organization.
Le 30 septembre 2008, Sen Dog publie son premier album solo, Diary of a Mad Dog, dix-sept ans après le premier album de Cypress Hill.

## Vie privée
Dans les années 1980, Sen Dog est affilié au gang des Bloods, et est plus tard présenté à B-Real en 1988. Reyes est un ami d'enfance du batteur de Slayer, Dave Lombardo, depuis le lycée.

## Discographie

### Album studio
- 2008 : Diary of A Mad Dog

### Collaborations
- 1994 : How It Is (avec Biohazard sur leur album State of the World Address
- 1998 : Silencio=Muerte: Red Hot + Latin
- 2000 : Quem Tem Seda? (avec Planet Hemp sur leur album A Invasão do Sagaz Homem Fumaça)
- 2006 : Ghetto Therapy (avec Mello Man Ace sous The Reyes Brothers)
- 2010 : All Day (avec 1FIFTY1)
- 2012 : West Coast Rock Steady (avec P.O.D. sur leur album Murdered Love)
- 2013 : Senny Sosa (avec Eric Bobo + Latin Bitman)
- 2014 : Dubmundos (avec Raimundos sur leur album Cantigas de Roda)
- 2016 : Shit Just Got Real (avec Die Antwoord sur leur album Mount Ninji and Da Nice Time Kid)
- 2020 : Pure 90 (avec Shaka Ponk)